# قلعه تک (کیار)
قلعه تک، روستایی از توابع شهرستان کیار در استان چهارمحال و بختیاری است.

## جمعیت
این روستا در دهستان کیارغربی قرار دارد و براساس سرشماری مرکز آمار ایران در سال ۱۳۸۵، جمعیت آن ۸۲۲ نفر (۲۰۸خانوار) بوده است.